# Das Adlon. Eine Familiensaga
Das Adlon. Eine Familiensaga ist ein dreiteiliger deutscher Fernsehfilm, der am 6., 7. und 9. Januar 2013 im Zweiten Deutschen Fernsehen erstgesendet wurde. Produziert hat ihn Oliver Berben, Regie führte Uli Edel. Schauplatz vieler Szenen ist das Berliner Hotel Adlon, das den Schnittpunkt der Erzählung über die Gründerfamilie Adlon und über eine zweite, fiktive Familie bildet. Der Film umfasst die Zeit von der Baugenehmigung des Hotels im Jahr 1904 bis zu seiner Wiedereröffnung im Jahr 1997. Dabei spielt er in verschiedenen Epochen der jüngeren deutschen Geschichte, vom Kaiserreich über den Ersten Weltkrieg, die „Goldenen Zwanziger Jahre“, die Zeit des Nationalsozialismus mit dem Zweiten Weltkrieg, die Nachkriegszeit, die ersten Jahre der DDR bis in das Berlin der 1990er Jahre.

## Handlung
In der Rahmenhandlung des Filmes im Jahr 1997, zu der der Film immer wieder in Zeitsprüngen zurückkehrt, gibt die hochbetagte Sonja Schadt kurze Zusammenfassungen des historischen Geschehens.

### Teil 1 (1904–1918)
Der Restaurantbesitzer Lorenz Adlon plant den Bau eines großen und modernen Hotels im Herzen Berlins am Brandenburger Tor. Er findet die Unterstützung Kaiser Wilhelms II., der das Hotel nach der Eröffnung im Jahr 1907 häufig für Staatsgäste bucht. Zu Adlons Freunden und Finanziers zählt der erfolgreiche Kolonialunternehmer Gustaf Schadt. Das Schicksal der Familie Schadt bildet einen weiteren und dramatischeren Handlungsstrang neben dem der Familie Adlon.
Alma, die Tochter von Gustaf und Ottilie Schadt, hat ein nicht standesgemäßes Verhältnis mit Friedrich Loewe, dem Sohn des Kutschers, das nicht ohne Folgen bleibt. Um einen Skandal zu vermeiden, gibt die Großmutter Ottilie Schadt die heimlich geborene Tochter Sonja als ihr eigenes Kind aus. Alma soll den adligen Offizier Siegfried von Tennen heiraten, doch sie weigert sich und wendet sich der amerikanischen Fotografin Undine Adams zu, mit der sie schließlich in die Vereinigten Staaten auswandert und dort bis nach dem Ersten Weltkrieg bleibt. Ihre Tochter Sonja bleibt bei ihren Großeltern und wächst als deren Tochter auf. Galla, das schwarze Dienstmädchen des Hauses, wird für sie zu einer engen Vertrauten. Der Vater des Kindes, Friedrich Loewe, erhält eine Stelle als Page im Hotel Adlon, wo er in den nächsten Jahren zum Concierge aufsteigt.
Der erste Teil endet mit dem Ersten Weltkrieg und dem Umsturz in Berlin, der schließlich zum Ende des Kaiserreichs führt. Nach dem Verlust der deutschen Kolonien kehrt Gustaf Schadt todkrank nach Berlin zurück und stirbt wenig später. Auf dem Sterbebett teilt er Sonja mit, dass in Wahrheit ihre vermeintliche Schwester Alma ihre Mutter ist. Alma kommt zum Begräbnis ihres Vaters mit ihrer Lebensgefährtin Undine nach Berlin zurück und nimmt auch Kontakt mit Friedrich Loewe auf, den sie schließlich auch mit der gemeinsamen Tochter zusammenbringt. In Almas und Undines Begleitung taucht die Deutschamerikanerin Hedda Berger im Adlon auf und weckt das Interesse des Juniorchefs Louis Adlon.

### Teil 2 (1918–1933)

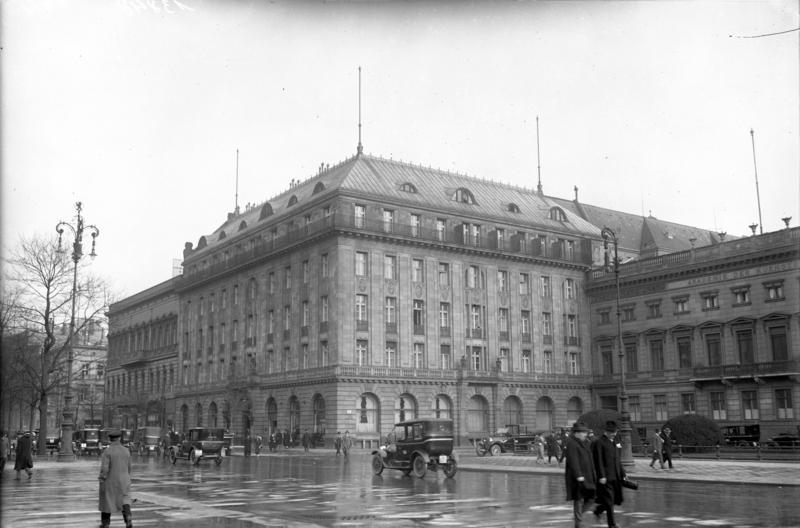
Das Hotel Adlon in der Zeit der Weimarer Republik, 1926

Zu Beginn des zweiten Teils nimmt sich die vom Tod ihres Mannes tief getroffene Ottilie Schadt das Leben. Alma kehrt mit Undine nach Amerika zurück, Sonja weigert sich, sie zu begleiten, und bezieht ein Appartement im Adlon. Dort lernt sie den jüdischen Pianisten und Journalisten Julian Zimmermann kennen und verliebt sich in ihn.
Louis Adlon lässt sich gegen den Willen seines Vaters Lorenz von seiner Frau Tilly, mit der er fünf Kinder hat, scheiden, um Hedda Berger zu heiraten. 1921 wird der Seniorchef Lorenz Adlon beim Brandenburger Tor von einem Lastwagen überfahren und stirbt wenig später. Sohn Louis übernimmt mit seiner neuen Frau das Hotel und führt es durch die Wirren der Inflationszeit. In den „Goldenen Zwanziger Jahren“ erblüht das Hotel, gelangt zu Weltruhm und beherbergt die bedeutendsten Persönlichkeiten der Zeit.
Sonja Schadt beginnt eine Karriere beim Rundfunk; ihren Freund Julian Zimmermann verliert sie aus den Augen, bis sie nach einiger Zeit zu seiner jüdischen Hochzeit mit der Schauspielerin Tamara Lieberkoff eingeladen wird. Ein Freund aus Kindertagen, Sebastian von Tennen, der Bruder Siegfrieds von Tennen, begleitet sie. Siegfried ist inzwischen der NSDAP beigetreten und ein führender SA-Mann in Berlin geworden. Nach einem Auftritt von Josephine Baker in Berlin im Jahr 1926 kommt es vor dem Theater zu rassistischen Protesten einer SA-Truppe unter Führung Siegfrieds, in deren Verlauf Galla tödlich angeschossen wird. Sonjas männliche Begleiter Julian und Sebastian werden als Rassenschänder verprügelt. Eine Anzeige bei der Berliner Polizei bleibt ergebnislos.
Zu Beginn der 1930er Jahre finden Julian Zimmermann, der sich von seiner Frau getrennt hat, und Sonja Schadt endgültig zusammen. Nach der nationalsozialistischen „Machtergreifung“ gerät Sonja bei ihrer Rundfunkarbeit mehr und mehr in Konflikt mit den neuen Machthabern. Ein inzwischen angepasster Sebastian von Tennen, in führender Position im Haus des Rundfunks tätig, versucht sie für die „neuen Ideen“ zu gewinnen, doch sie muss erleben, wie nach dem Reichstagsbrand ihr Freund Julian verhaftet und für drei Jahre in „Schutzhaft“ genommen wird.

### Teil 3 (1933–1997)
Sonja Schadt besucht Julian Zimmermann im Schutzhaftlager und teilt ihm mit, dass sie schwanger ist. Erst drei Jahre später wird er entlassen und kehrt zu Sonja und Tochter Anna-Maria zurück. Er will Deutschland verlassen. Bei der Entgegennahme eines falschen britischen Passes wird er von der Gestapo verhaftet. Sebastian von Tennen setzt sich dafür ein, dass Julian nicht vor Gericht kommt, sondern „nur“ ins Ausland abgeschoben wird. Da er glaubt, Sonja habe ihn verraten und sich für die Zusammenarbeit mit den Nazis entschieden, nimmt Julian die gemeinsame Tochter mit und bleibt verschollen. Sonja wehrt sich gegen Annäherungsversuche Sebastians und kündigt beim Rundfunk. Sie findet im Adlon an der Seite ihres Vaters eine Anstellung an der Rezeption.
Im Hotel versucht Louis Adlon sich aus der Politik herauszuhalten, was zur Folge hat, dass das Adlon von den Nazis gemieden wird, obwohl Louis und Hedda Adlon in die NSDAP eintreten. Im Zweiten Weltkrieg und besonders im Kampf um Berlin wird das Adlon mehr und mehr zum Lazarett. 1945 verlassen Louis und Hedda das Hotel, um auf ihr Landgut in Neu Fahrland zu ziehen. Friedrich Loewe und seine Tochter Sonja halten die Stellung im Hotel. Der gesundheitlich angeschlagene Louis Adlon wird von einem russischen Kommando verhaftet, verhört und entlassen, stirbt aber auf dem Heimweg in sein Landgut an einem Herzinfarkt.
Nach dem Ende des Kampfes um Berlin besetzen die Russen das Hotel Adlon, das immer noch weitgehend unversehrt ist. Dort hat auch der verwundete Siegfried von Tennen, inzwischen SS-Hauptsturmführer, Zuflucht gefunden und versteckt sich im Weinkeller. Bei einem Saufgelage der russischen Soldaten wird er entdeckt und verfolgt. Als Folge der Schießerei bricht ein Feuer aus, in dem das Hotel größtenteils niederbrennt. Siegfried von Tennen bleibt verschwunden, Friedrich Loewe wird beim Versuch, ihn zu retten, ein Opfer der Flammen.
Das Hotel wird von den russischen Besatzern enteignet, und Sonja Schadt wird mit der kommissarischen Leitung betraut. Sebastian von Tennen, der im Krieg ein Bein verloren hat, kommt nach Berlin zurück. Er wird Sonjas Lebensgefährte und ihr Partner bei der Leitung des Hotels.
Im Jahr 1952 taucht eine israelische Sozialistin bei einem Kongress in der DDR auf, die Sonja als ihre Tochter Anna-Maria erkennt und anspricht. Von der zunächst abweisenden jungen Frau erfährt sie nach siebzehn Jahren, dass Julian lebt. Er ist in Israel ein angesehener Journalist, verheiratet und hat zwei weitere Töchter. Anna-Maria will in der DDR studieren und braucht hierfür eine eidesstattliche Erklärung Sonjas, dass sie ihre leibliche Tochter ist.
Sonja soll 1953 als Zeugin in einem NS-Prozess gegen Siegfried von Tennen aussagen, den sie für tot gehalten hat, der aber beim Hotelbrand entkommen war. Im Verlauf der Begegnung mit dem Bruder ihres Lebensgefährten erfährt sie die Wahrheit über die Vorgänge des Jahres 1936 und die Abschiebung Julian Zimmermanns. Um Sonja für sich allein zu haben, hatte Sebastian seinen Bruder um die Abschiebung Julians samt Tochter gebeten, wobei Julian suggeriert werden sollte, Sonja habe ihn verraten und wünsche die Tochter nicht mehr. Dies ist das Ende von Sonjas Beziehung zu Sebastian, der ohne Aussprache das Hotel verlässt.

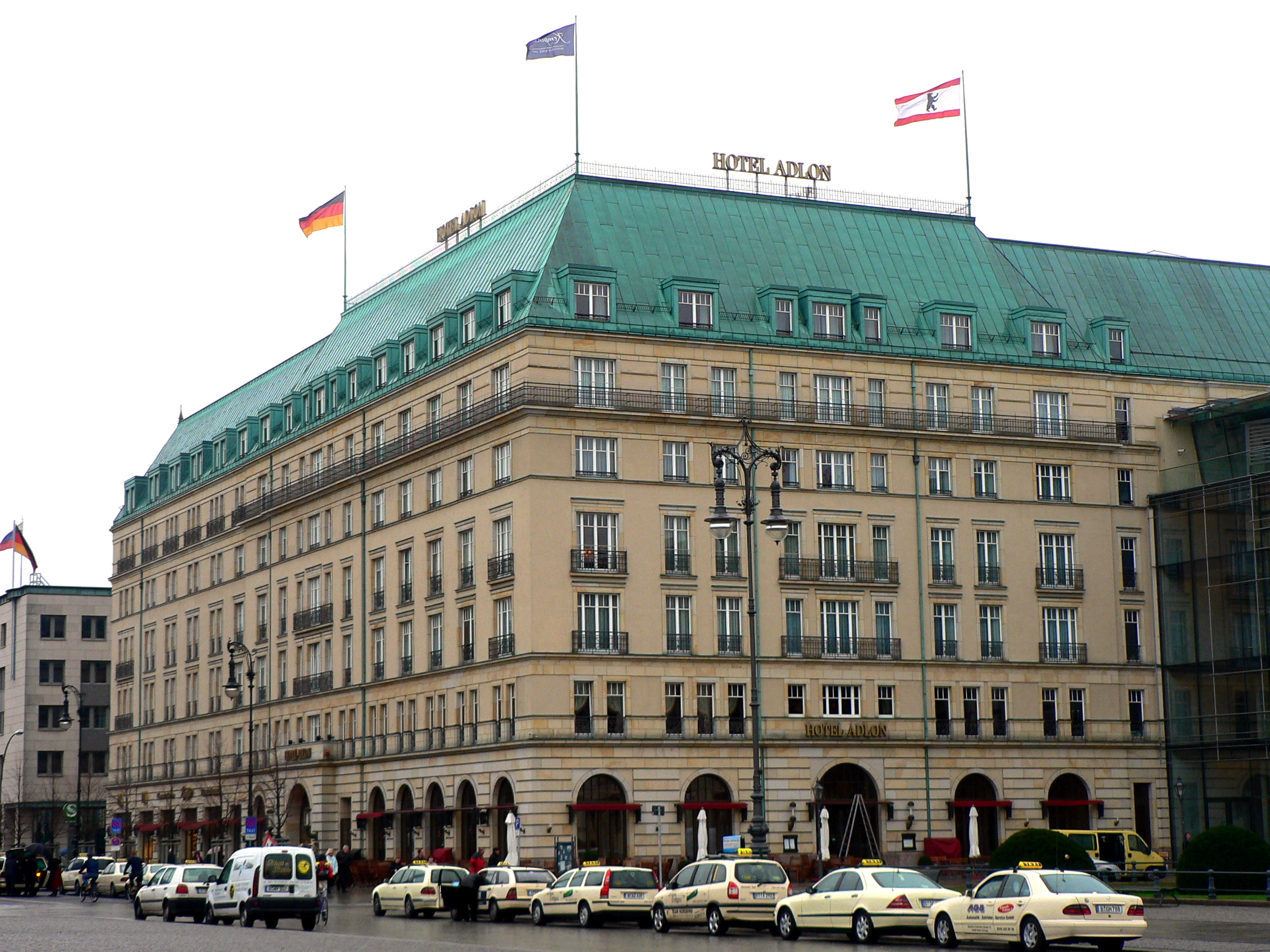
Das neue Hotel Adlon 2005

Im gleichen Jahr besucht Julian Berlin und es kommt zu einer Begegnung mit Sonja, bei der sich beide wieder versöhnen. Doch Julian kehrt anschließend zu seiner Familie nach Israel zurück. Sonja leitet das Hotel bis zu seiner Schließung durch die Behörden der DDR in den 1970er Jahren und bezieht daraufhin das Haus ihrer mittlerweile verstorbenen Mutter auf Long Island.
Die letzte Szene des Films spielt wieder in der Gegenwart des Jahres 1997, wo die 93-jährige Sonja im neu errichteten Hotel Adlon einem weiblichen Pagen die ganze Geschichte erzählt. So erfährt man jetzt auch, dass sie inzwischen mit ihrem Mann, dem seit zwanzig Jahren verwitweten Julian Zimmermann, auf Long Island lebt. Schließlich taucht Julian selbst mit Anna-Maria und deren Enkelin auf.

### Nebenfiguren
Neben der Familiengeschichte der Adlons und Schadts haben die Drehbuchautoren eine Reihe von Personen erfunden bzw. eingeführt, die mit dem Hotel Adlon in irgendeiner Weise verbunden sind.
Margarete Loewe, die Schwester Friedrich Loewes, taucht während der Unruhen in Berlin am Ende des Ersten Weltkriegs als Spartakistin im Adlon auf. In der Weimarer Republik arbeitet sie für die Adlons in der Telefonzentrale und „schmuggelt“ sich an der Seite ihrer Nichte Sonja Schadt gelegentlich in die „bessere Gesellschaft“ ein. Im Dritten Reich heiratet sie einen Nationalsozialisten, der aus dem Zweiten Weltkrieg zunächst nicht mehr zurückkommt. Bei Kriegsende hilft sie im Hotel/Lazarett den dort untergebrachten verletzten Soldaten und Zivilisten. Anfang der 1950er Jahre trifft sie ihren Mann wieder, der den Krieg doch überlebt hat, und zieht vor dem Mauerbau zu ihm nach West-Berlin.
Eine reale Person ist Samuel Wilder, damals schon „Billie“ genannt, der als Billy Wilder in die Filmgeschichte einging. Er ist ein Journalistenkollege Julian Zimmermanns, der in den 1920er Jahren versucht, als Gigolo im Hotel Adlon angestellt zu werden, den Versuch aber von sich aus aufgibt. Bei Julians Verhaftung im März 1933 gelingt Wilder die Flucht nach Frankreich und schließlich in die USA. Nach Kriegsende taucht er als Soldat der US-Armee im Hotel Adlon auf.
Zusammen mit Billy Wilder taucht 1945 auch Louis Adlon jun. auf, der Sohn Louis Adlons aus erster Ehe, der gleichfalls amerikanischer Soldat und Kriegsberichterstatter geworden ist. Mit ihm gibt es eine turbulente Szene aus den zwanziger Jahren, als er an der Seite des Stummfilmstars Pola Negri im Adlon absteigt und in deren Dessous seinen Vater und dessen zweite Frau Hedda beschimpft und kompromittiert.
Eine weitere Episode betrifft die fiktive Figur Tamara Lieberkoff, die jüdische Schauspielerin und Ex-Ehefrau von Julian Zimmermann. Sie taucht während der Bombenangriffe auf Berlin im Adlon auf und nimmt ein Zimmer für eine Nacht. Am nächsten Morgen wird sie tot in ihrem Bett aufgefunden. Sie hat sich selbst getötet, um dem bevorstehenden Abtransport in den Osten zu entgehen.

## Besetzung
| Rolle                   | Schauspieler                 | Folge |
| ----------------------- | ---------------------------- | ----- |
| Sonja Schadt            | Nona Maaß                    | 1     |
| Sonja Schadt            | Josefine Preuß               | 1–3   |
| Sonja Schadt            | Rosemarie Fendel             | 1–3   |
| Louis Adlon             | Heino Ferch                  | 1–3   |
| Hedda Adlon             | Marie Bäumer                 | 1–3   |
| Alma Schadt             | Maria Ehrich                 | 1     |
| Alma Schadt             | Anja Kling                   | 1–2   |
| Friedrich Loewe         | Kai Malina                   | 1     |
| Friedrich Loewe         | Wotan Wilke Möhring          | 1–3   |
| Margarete Loewe         | Katharina Wackernagel        | 1–3   |
| Siegfried von Tennen    | Alexander Becht              | 1     |
| Siegfried von Tennen    | Jürgen Vogel                 | 2–3   |
| Sebastian von Tennen    | unbekannter Kinderdarsteller | 1     |
| Sebastian von Tennen    | Johann von Bülow             | 2–3   |
| Lorenz Adlon            | Burghart Klaußner            | 1–2   |
| Ottilie Schadt          | Sunnyi Melles                | 1–2   |
| Undine Adams            | Christiane Paul              | 1–2   |
| Galla                   | Thelma Buabeng               | 1–2   |
| Tilly Adlon             | Evamaria Salcher             | 1–2   |
| Gustaf Schadt           | Thomas Thieme                | 1     |
| Kaiser Wilhelm II.      | Michael Schenk               | 1     |
| Rudolf                  | Johannes Klaußner            | 1     |
| Julian Zimmermann       | Ken Duken                    | 2–3   |
| Billy Wilder            | Arndt Schwering-Sohnrey      | 2–3   |
| Louis Adlon jr.         | Tom Schilling                | 2–3   |
| Tamara Lieberkoff       | Nora von Waldstätten         | 2–3   |
| Josephine Baker         | Ligia Manuela Lewis          | 2     |
| Anna-Maria Zimmermann   | Zaira Sunshine Niepmann      | 3     |
| Anna-Maria Zimmermann   | Mathilde Bundschuh           | 3     |
| Sowj. Offizier im Adlon | Waléra Kanischtscheff        | 3     |
| Madame Otero            | Ana Kavalis                  | 1     |

## Produktion
Der Produzent des Films, Oliver Berben, beschäftigte sich von der ersten Idee bis zum fertigen Film über zehn Jahre. Produktionsunternehmen war MOOVIE – the art of entertainment GmbH, eine Tochter von Constantin Film. Die Produktionskosten beliefen sich auf ca. zehn Millionen Euro; die Produktion wurde u. a. vom FilmFernsehFonds Bayern (400.000 Euro), dem Medienboard Berlin-Brandenburg (800.000 Euro) und der Film- und Medienstiftung NRW (750.000 Euro) finanziell gefördert. Der Arbeitstitel des Films lautete Das Adlon – Ein Hotel. Zwei Familien. Drei Schicksale. 
Die Dreharbeiten fanden 2012, vom 20. Juni bis 28. September, in Berlin, Bayern und Düsseldorf (wo das Varieté Neptun nachgebaut wurde) statt, sowie in den Beelitzer Heilstätten in Brandenburg.
 Für den Film wurde das Brandenburger Tor eingescannt, um es als originalgetreue Animation in den verschiedenen Epochen einsetzen zu können. In den Bavaria-Filmstudios wurde zudem eine 30 Meter lange und 6 Meter hohe Nachbildung der Adlon-Fassade als Kulisse errichtet. Zahlreiche Szenen wurden im Spiegelfoyer des Theaters des Westens gedreht, einige Aufnahmen entstanden im Kuppelsaal des Berliner Olympiageländes.
In dem Fernsehfilm gibt es 103 Sprechrollen und es wirkten mehr als 2000 Komparsen mit. Rosemarie Fendel ist hier in ihrer letzten Fernsehrolle zu sehen.

## Rezeption

### Einschaltquoten
Der Film erreichte an allen drei Ausstrahlungstagen Top-Quoten und einen Marktanteil von weit über 20 Prozent für das ZDF. Alle drei Filme waren das meistgesehene TV-Ereignis des Tages, wobei der gute Marktanteil des ersten Teils in den beiden folgenden Teilen nochmal deutlich gesteigert werden konnte.
| Datum        | Zuschauer (gesamt) | Marktanteil | Zuschauer (14- bis 49-Jährige) | Marktanteil (14- bis 49-Jährige) |
| ------------ | ------------------ | ----------- | ------------------------------ | -------------------------------- |
| 6. Jan. 2013 | 8,53 Millionen     | 22,5 %      | 1,91 Millionen                 | 12,5 %                           |
| 7. Jan. 2013 | 8,28 Millionen     | 24,2 %      | 1,73 Millionen                 | 13,5 %                           |
| 9. Jan. 2013 | 8,74 Millionen     | 25,7 %      | 1,71 Millionen                 | 13,3 %                           |

### Kritik
Dass die Macher von Das Adlon zusätzlich zu den Figuren der Familie Adlon eine zweite Erzählschiene um die Familie Schadt erfunden hatten, kam bei den Kritikern unterschiedlich gut an. Für Evelyn Roll von der Süddeutschen Zeitung war das „Dichtung und Wahrheit. Ein immer schon probates, immer schon erlaubtes und gelegentlich geniales Erzählverfahren zur Dramatisierung von historischen, wahren Stoffen.“ Der fiktionale Strang bringe alles, was eine große Erzählung braucht. Andere fanden, die Geschichte des Hotels und der mit ihm verbundenen realen Personen hätte genug interessanten Stoff geboten, doch da müsse offenbar „noch mehr Herz und Schmerz, Drama und Getöse, Politik und Pathos“ her. Die Familie Adlon erhalte wenig Gewicht, man erfahre wenig über sie, womit die „primäre Neugier des Publikums“ nicht befriedigt werde. Der fiktionale Strang wirke beliebig oder „mäßig originell“. Ein Zeichen hierfür sei die zweimalige Trennung einer Mutter von ihrer Tochter.
Fand Barbara Sichtermann vom Tagesspiegel die Kaiserzeit, die 1920er Jahre und das Nazi-Mitläufertum treffend dargestellt, so war der taz-Kritiker Sven Sakowitz darüber irritiert, dass man Wilhelm II. einseitig als sympathischen Komiker, die Russen am Kriegsende aber „ausschließlich als versoffene und brutale Schläger“ darstelle. Andere bedauerten, dass das Hotel nur eine Kulisse, einen „flaue[n] Hintergrund“ abgebe, es werde „kaum hinter Oberflächen geblickt, nicht hinter die der Charaktere noch die des Hotels.“ Für Sakowitz war der beschworene „Geist der Vergemeinschaftung“ zwischen dem Patron und den Angestellten schwer erträglich, man erfahre „über die Arbeitsbedingungen im Adlon so gut wie gar nichts.“ Ähnlich bemerkte Manuel Brug von der Welt: „Die Moral ist schlicht: Mag draußen vor der Drehtür die Welt in Trümmer gehen, drinnen halten sie zusammen, die Menschen als Hotel sind eine durch den als Mantra gemurmelten Namen ‚Adlon‘ aneinandergeschweißte Schicksalsgemeinschaft.“
Mehrfach stellten die Kritiker fest, dass sich der erste Teil dahinschleppe und der schwächste der drei Teile sei. Der Dreiteiler gewinne danach aber an Fahrt, werde zum „ziemlich ansehnlichen Melodram“. Stark sei er dort, wo er sich um Sonja drehe, was deren Darstellerin Josefine Preuß zu verdanken sei. Dazu Sven Sakowitz: „In einem Projekt solcher Größenordnung auf eine Schauspielerin zu setzen, die dem ganz großen Publikum kaum bekannt ist und bisher im leichteren Genre zu Hause war, ist mutig. […] Preuß meistert die Herausforderungen souverän und meldet sich mit dieser Leistung eindrucksvoll im ernsten Fach an.“ Laut Manuel Brug verführe Preuß’ Gesicht zum Hinschauen, man begegne „einer so wirkungsmächtigen wie disziplinierten jungen Schauspielerin“; ihre Gestalt sei „einer der Gründe“, sich den Dreiteiler anzusehen. Er lobte auch andere Mitglieder des „eindrucksvollen, […] überzeugenden Staraufgebots“, etwa den zurückhaltenden Wotan Wilke Möhring. Andernorts wurden Heino Ferch als „großartig und vielschichtig“ erwähnt oder Jürgen Vogel als „einer der besten Bösewichte im deutschen Fernsehen seit langem“.
Insgesamt werteten die Kritiker Das Adlon gemischt. In Die Presse hieß es, Sonjas Worte am Schluss des Films träfen auch auf diesen als Ganzes zu: „nicht böse, nicht gut, nicht falsch, nicht richtig.“ Manuel Brug (Die Welt) nannte den Dreiteiler eine „große Fernsehoper“ und Uli Edel einen „solide[n] Konfektionsarrangeur“. So wie das wiederaufgebaute Hotel Adlon eine „Fälschung“ sei, fehle der Fernseh-Fiktion die Aura: „Die Proportionen sind schief, weil zu viel hineingequetscht wurde“. Nach Barbara Sichtermann (Der Tagesspiegel) seien die Macher erhebliche Risiken eingegangen. Dass eine alte Dame rückblickend vom Untergang eines Flaggschiffs erzählt, erinnere an den Film Titanic, der „dank des schleunigen Versinkens seines Schauplatzes keine Mühe [hatte], die aristotelische Einheit von Ort, Zeit und Handlung zu wahren“. Die Jahrzehnte umspannende Adlon-Geschichte stelle ein komplizierteres Vorhaben dar, dem der „Zerfall des Stoffs in einen Episodenreigen“ drohe. Zudem erfordere sie die altersabhängige Besetzung mancher Figuren mit mindestens zwei Darstellern. Die dramaturgischen Probleme dieser Produktion seien nicht gelöst worden, sie enthalte jedoch „ansehnliche Einzelstücke“ sehenswerter Szenen. Andreas Kilb von der Frankfurter Allgemeinen Zeitung äußerte die Meinung, das Schauspiel sinke „trotz zwischenzeitlicher Aufschwünge immer wieder in den Kostümserienboden zurück, in dem es wurzelt.“ Edel „richtet alles exakt so ein, wie es der öffentlich-rechtliche Bildschirm verlangt.“ „Harmlos“ fand es Klaudia Wick in der Frankfurter Rundschau. „Großartig wird ‚Hotel Adlon‘ nur dort, wo es in großen Gesten und privaten Gefühlen schwelgen kann. Doch das ist dann leider nicht mehr als elegante Unterhaltung für ein älteres ZDF-Publikum, das der gesellschaftspolitischen Auseinandersetzung müde ist.“ Für Evelyn Roll (Süddeutsche Zeitung) war der Dreiteiler zwar „großes Kino“ und eine „kleine Sensation“. Nur das Ende fand sie „ein wenig traumschiffhaft süßlich. Als hätten plötzlich öffentlich-rechtliche Redakteure jetzt reingeredet ins feine Drehbuchgeschehen, weil Fernseh-Geschichten doch immer gut und versöhnlich ausgehen müssen.“

## Auszeichnungen
- 2013: Romy für Marie Bäumer als „Beliebteste Schauspielerin“, Nominierung für Heino Ferch als „Beliebtester Schauspieler“
- 2013: New Faces Award für Maria Ehrich als „Beste Nachwuchsschauspielerin“
- 2013: Shanghai TV Festival, Magnolia Award als „Bester Mehrteiler“